# Загірці (Кременецький район)
Загі́рці — село в Україні, у Лановецькій міській громаді Кременецького району Тернопільської області. Розташоване на південному сході району. До 2017 року — адміністративний центр Загірцівської сільської ради, якій було підпорядковано село Михайлівка.
До Загірців приєднано хутір Яроччина. Хутір Медведівка виключено з облікових даних у зв'язку з переселенням жителів.
Населення — 499 осіб (2003).

## Історія
Поблизу Загірців виявлено археологічні пам'ятки пшеворської, липицької та черняхівської культур.
Відоме від першої половини 17 століття.
У 1926—1936 роках діяло товариство «Просвіта».
На 1936 рік село входило до ґміни Дедеркали Кременецького повіту. 
12 червня 2020 року, відповідно до розпорядження Кабінету Міністрів України № 724-р «Про визначення адміністративних центрів та затвердження територій територіальних громад Тернопільської області» увійшло до складу Лановецької міської громади.
19 липня 2020 року, в результаті адміністративно-територіальної реформи та ліквідації Лановецького району, село увійшло до складу Кременецького району.

## Населення

### Мова
Розподіл населення за рідною мовою за даними перепису 2001 року:
| Мова       | Кількість | Відсоток |
| ---------- | --------- | -------- |
| українська | 492       | 99.2%    |
| російська  | 2         | 0.4%     |
| білоруська | 1         | 0.2%     |
| румунська  | 1         | 0.2%     |
| Усього     | 496       | 100%     |

## Пам'ятки
Є дерев'яна церква Різдва Пресвятої Богородиці (1876).

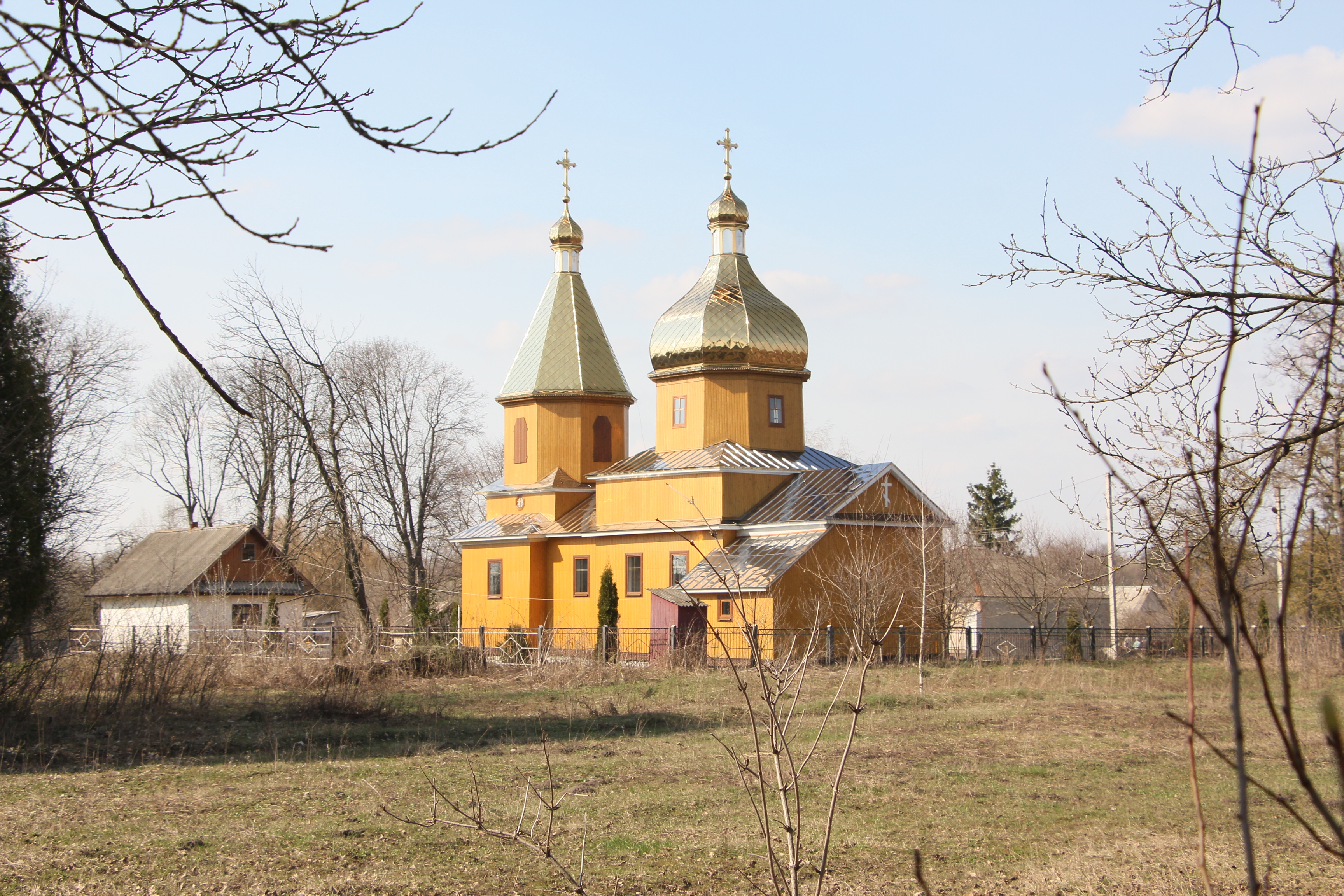
Дерев'яна церква

## Пам'ятники
Споруджено:

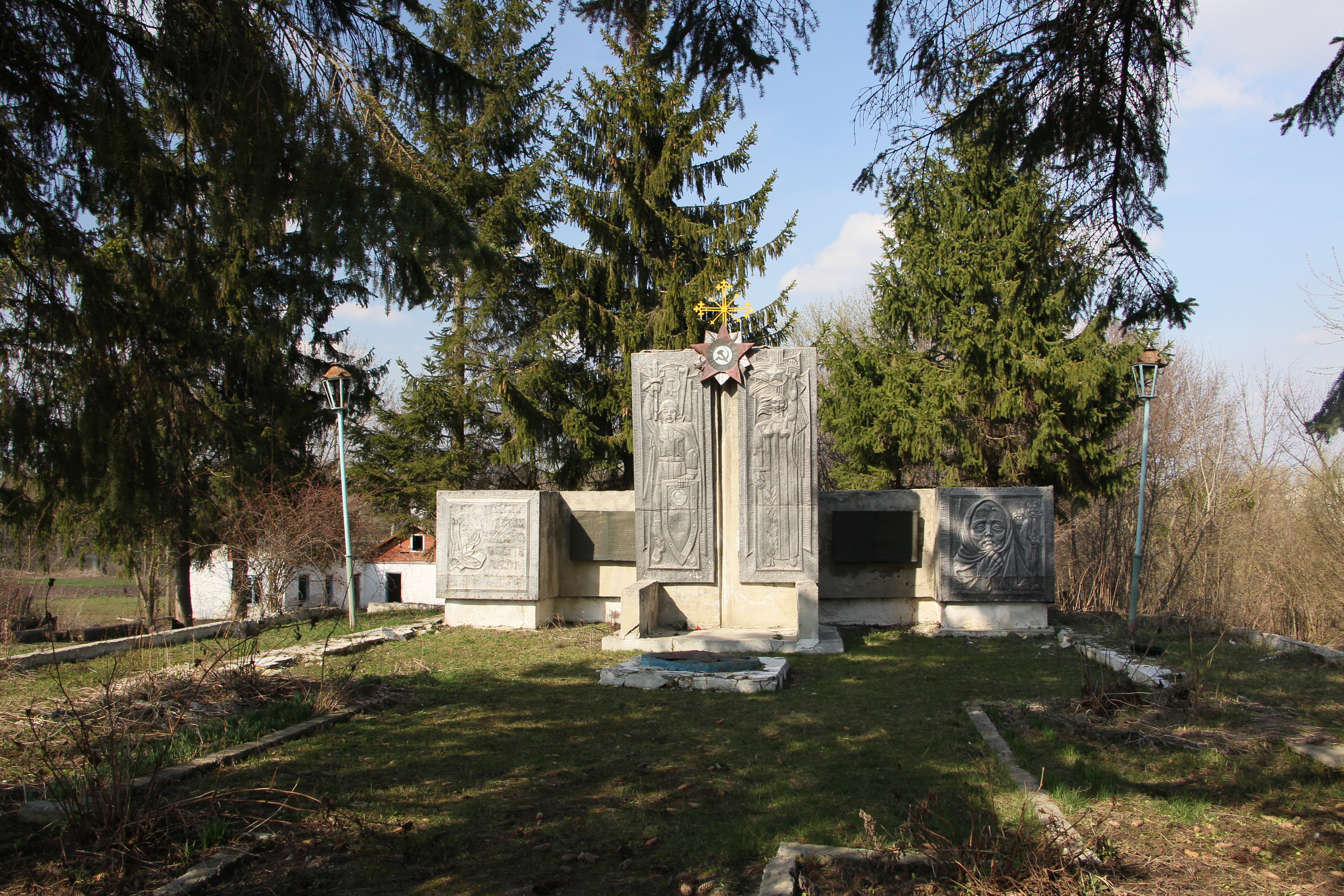
Пам'ятник

- пам'ятник воїнам-односельцям, полеглим у німецько-радянській війні (1976)
- насипано символічну могилу Борцям за волю України (1992).

## Соціальна сфера
Діють загальноосвітня школа І-II ступенів, клуб, бібліотека, ФАП.

## Галерея

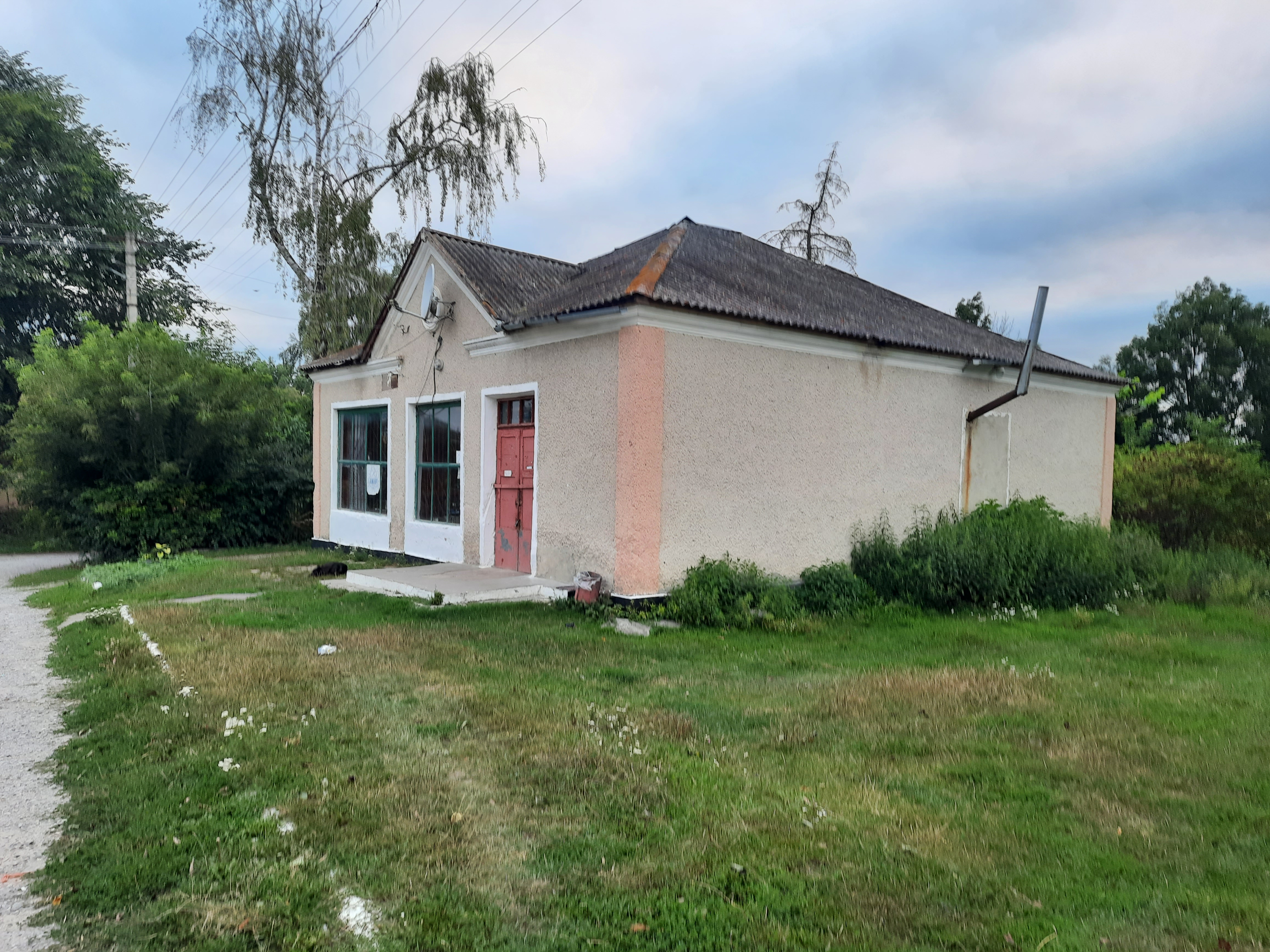
Крамниця
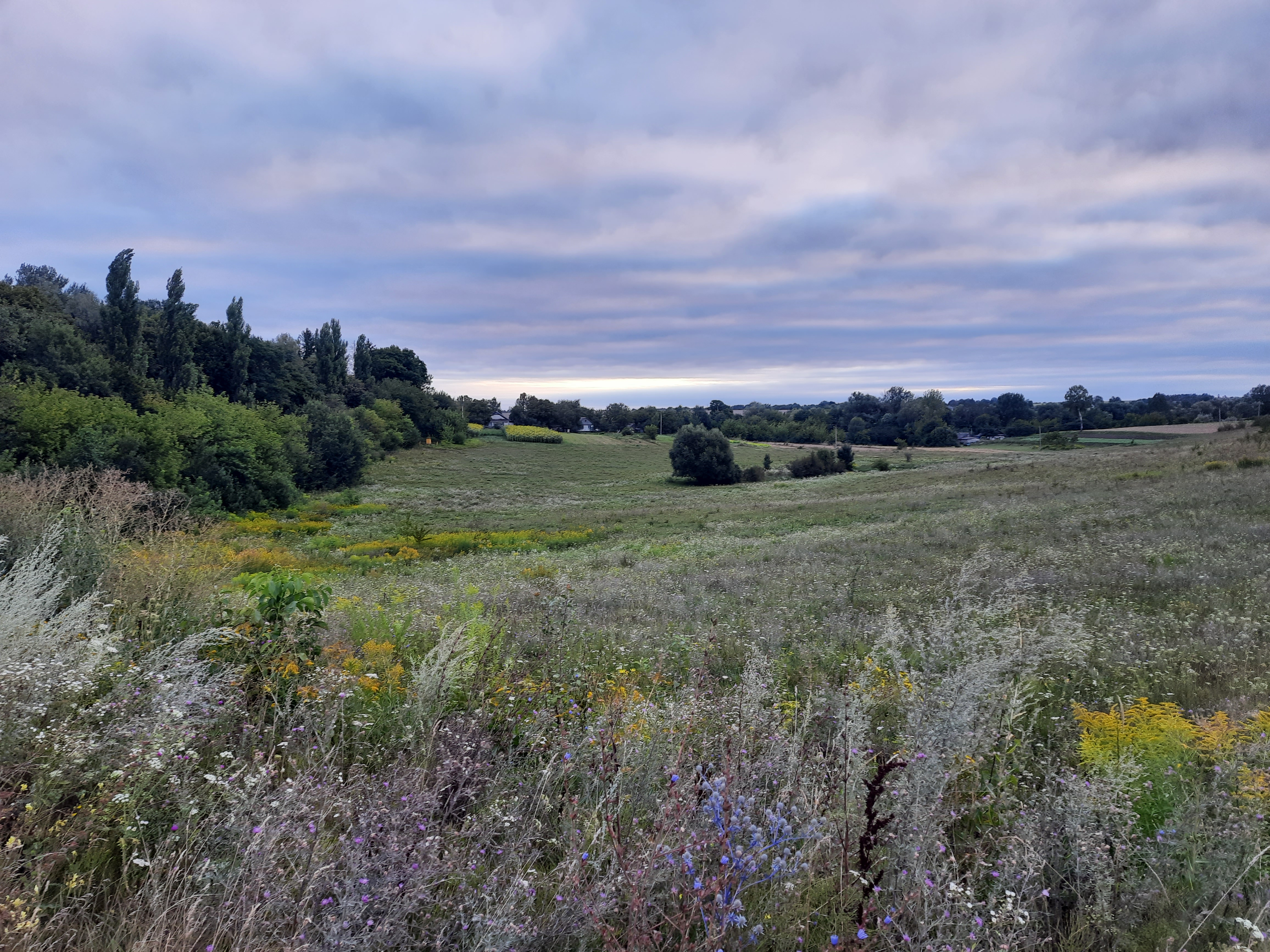
Краєвид біля села
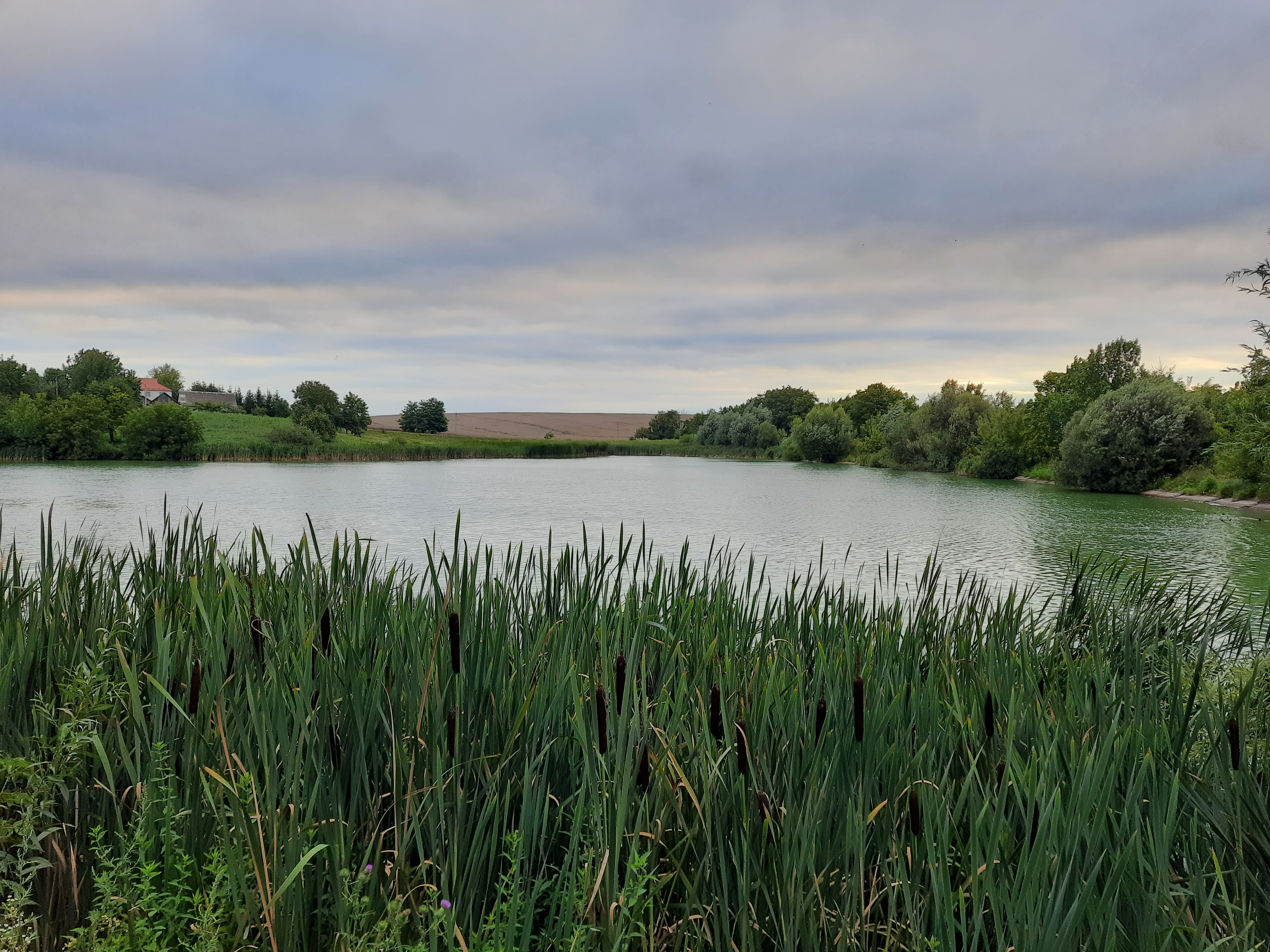
Став біля села